# Pareas komaii
Pareas komaii — вид неотруйних змій родини Pareatidae.

## Поширення
Ендемік острова Тайвань.